# Mander

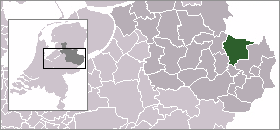

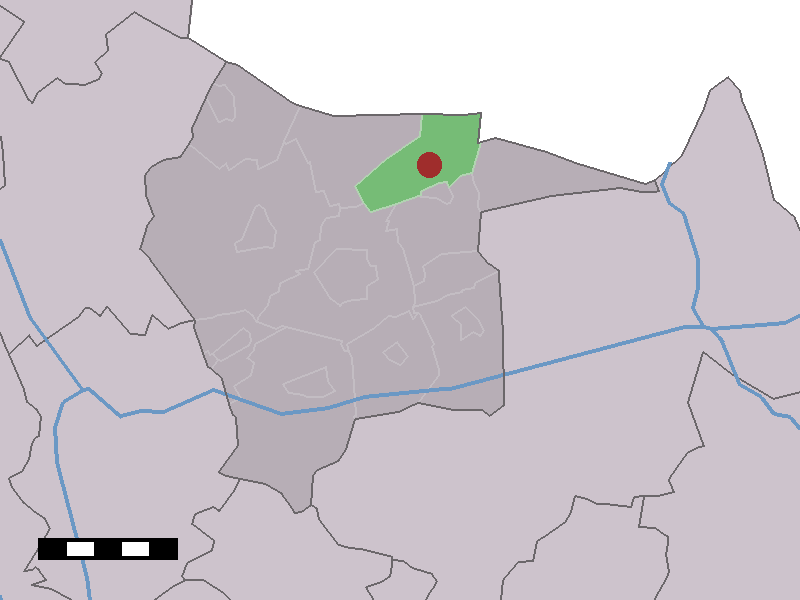
La localidad de Mander en rojo oscuro, y su distrito estadístico en verde claro, sobre el término municipal de Tubbergen.

Mander (52°27′N 6°50′E / 52.450, 6.833) es una localidad de la provincia de Overijssel, en los Países Bajos, parte del municipio de Tubbergen. Está situado a 15 km al noreste de Almelo.
El área estadística denominada "Mander", que incluye la zona rural circundante, tiene una población aproximada de 390 habitantes.